# Ludwig B
Ludwig B (jap. ルードヴィヒ・B Rudovihi B) – manga autorstwa Osamu Tezuki, publikowana na łamach magazynu „Comic Tom” wydawnictwa Ushio Shuppan od czerwca 1987 do lutego 1989. Fabuła skupia się na młodzieńczych latach Ludwiga van Beethovena, ukazując jego zmagania z pogarszającym się słuchem, trudną relację z agresywnym i uzależnionym od alkoholu ojcem oraz drogę do muzycznej samorealizacji. Seria miała przedstawiać pełną artystyczną ewolucję kompozytora aż do jego dojrzałości, jednak została przerwana w wyniku śmierci Tezuki w 1989 roku.

## Fabuła
Historia rozpoczyna się w Wiedniu od narodzin Franza Kreuzsteina, młodego mężczyzny, który przysięga nienawidzić każdego o imieniu „Ludwig”, ponieważ krzyk pawia o tym samym imieniu doprowadził do śmierci jego matki. W 1770 roku w Bonn w Niemczech rodzi się Ludwig van Beethoven. Młody Beethoven jest nieustannie zmuszany przez ojca do ćwiczenia gry na fortepianie, aby wkraść się w łaski bogatego arystokraty, który mógłby zostać dobroczyńcą rodziny. Sześciolatek zdobywa sławę, podczas gdy jego ojciec pogrąża się w alkoholizmie. Przebywając w Bonn, młody Ludwig spotyka Franza Kreuzsteina, co kończy się wybuchem furii Franza i uderzeniem Ludwiga w ucho, co staje się przyczyną głuchoty chłopca.
Niezrażony, Ludwig stara się nadal doskonalić swoje umiejętności muzyczne. Przez krótki czas pobiera nauki u starszego Wolfganga Amadeusa Mozarta, po czym powraca do rodzinnego domu. Ludwig nie ustaje w dążeniu do rozwijania swojego talentu, mimo wielu przeciwności, w tym alkoholizmu ojca, romansu z piękną arystokratką i wojen rewolucyjnej Francji. Po zdobyciu możliwości nauki u słynnego kompozytora Josepha Haydna, Ludwig nieustannie dąży do muzycznej wielkości.

## Produkcja
Po zakończeniu 10-letniej serializacji mangi Budda, Tezuka poczuł inspirację do stworzenia epickiej biografii opartej na życiu Beethovena. Gdy japońskie Ministerstwo Spraw Zagranicznych wysłało go na konferencję w Nancy we Francji, Tezuka wykorzystał okazję, by zobaczyć inne części Europy. Podczas podróży odwiedził Wiedeń, gdzie zwiedził liczne miejsca związane z Beethovenem, w tym dawny pokój kompozytora, w którym miał okazję dotknąć jego fortepianu.